# Reserva índia de Cattaraugus
La Reserva índia Cattaraugus és una reserva índia al comtat de Cattaraugus, Nova York, Estats Units. La població era de 314 habitants en el cens del 2010. La majoria dels residents són de la Nació Seneca.
La majoria de la reserva és al comtat d'Erie i una petita part al comtat de Chautauqua.

## Geografia
Segos l'Oficina del Cens dels Estats Units la serva índia té una àrea total de 15,5 km², dels quals 14,9 km² són de terra i 0,6 km² d'aigua.
Cattaraugus Creek travessa el mig de la reserva, i el llac Erie forma part de la frontera occidental.

## Demografia
Segons el cens de 2000, hi havia 388 persones, 127 propietats, i 94 famílies residint a la reserva. La densitat de població era de 26,0/km². Racialment el 4,38% són blancs i el 95,62% amerindis. Els hispans de qualsevol raça són el 4,12% de la població
A la reserva índia la població es repartia per edats: el 36,1% tenia menys de 18 anys, 10,8% entre 18 i 24, un 31,2% entre 25 i 44, el 19,1% a partir 45 a 64, i el 2,8% eren majors de 65 anys o més. La mitjana d'edat era de 27 anys. Per cada 100 dones hi ha 91,1 homes. Per cada 100 dones majors de 18 anys, hi havia 75,9 homes.
La renda mitjana per a una casa a la reserva índia era de 27.292 dòlars, i la renda mitjana per família era de 26.458 dòlars. Els homes tenien una renda mediana de 21.750 $ enfront de 23.750 $ per a les dones. L'ingrés per capita per a la reserva índia era de 12.443 dòlars. Un 25,3% de les famílies i el 24,5% de la població estava per sota de la línia de pobresa, incloent wl 34,4% dels quals són menors de 18 anys i cap dels 65 anys o més.

## Notables residents
- Isaac Seneca, jugador de futbol